# Lützelbach
Lützelbach är en kommun och ort i Odenwaldkreis i Regierungsbezirk Darmstadt i förbundslandet Hessen i Tyskland.